# Огањ-сведок
Огањ-сведок (хинд. अग्निसाक्षी) индијски је филм из 1996. године. Филм је званични римејк холивудског филма У кревету са непријатељем из 1991.

## Улоге
| Глумац         | Улога                |
| -------------- | -------------------- |
| Џеки Шроф      | Сураџ Капур          |
| Маниша Којрала | Шубанги Капур / Маду |
| Нана Патекар   | Вишванат             |
| Дивја Дата     | Урми                 |
| Алок Нат       | Мадуна отац          |
| Рави Бел       | Рави Капур           |